# George Ohsawa
George Ohsawa (Kioto, 18 de octubre de 1893 - Tokio, 24 de abril de 1966) fue un filósofo japonés fundador del sistema de enseñanzas conocido con el nombre de "macrobiótica". Su verdadero nombre era Yukikazu Sakurazawa (en japonés: 桜沢如一), aunque también firmaba Nyoiti -pronunciado "Choichi"- Sakurazawa.

## Biografía
George Ohsawa nació en la época de las conmociones sociales causadas por la restauración Meiji, en la que todo un modo de vida ancestral volcó repentinamente hacia la modernidad. Creció en el seno de una familia muy pobre. Durante la adolescencia se le diagnosticó tuberculosis (de la cual habían muerto diversos miembros de su familia), de la que se sanó con el método natural del Dr. Sagen Ishizuka (1850-1909). Éste preconizaba la curación de las enfermedades sin medicamentos; tan sólo equilibrando, en la alimentación, la relación entre el sodio y el potasio. Este sistema, que tuvo mucho éxito, era una adaptación científica de la antigua tradición médica extremo-oriental, basada en el principio de equilibrio entre el Yin y el Yang.
Ohsawa profundizó este método y, a través de sus propios estudios e investigaciones, lo amplió hasta crear lo que se convirtió en la macrobiótica: un sistema tanto filosófico como práctico que pretende ayudar a desarrollar el entendimiento humano. Desde entonces consagró el resto de su vida a intentar demostrar su convicción de que, si se aplicaran los principios de su enseñanza, se podrían resolver los problemas y conflictos de la humanidad.
Con este objetivo, impartiendo cursos y conferencias, Ohsawa escribió centenares de libros, ayudó a miles de enfermos con su método alimenticio, colaboró con diversos científicos, divulgó numerosas disciplinas extremo-orientales y se encontró con muchas personalidades del siglo XX.
A partir del año 1953, empezó a enseñar de manera sistemática a través del mundo: hizo largas estancias en Francia y en Bélgica, pero también en otros lugares de Europa y en los Estados Unidos. En estos países se crearon grupos de estudio y centros permanentes, periódicos, restaurantes y manufacturas de productos macrobióticos.
George Ohsawa dejó tras él a muchos discípulos, algunos de los cuales se convirtieron en enseñantes; su mujer Lima, que nació el 18 de abril de 1898, dirigió el "Centro Internacional Ignoramus" (el centro macrobiótico del Japón) hasta poco antes de su muerte, sobrevenida en Tokio el 23 de abril de 1966.

## La enseñanza de George Ohsawa
George Ohsawa enseñaba el "Principio Único", o principio último del funcionamiento del universo. La cosmología oriental en la cual se basa, parte de la constatación de la existencia de dos fuerzas primordiales, opuestas pero complementarias (llamadas Yin y Yang en chino, Tamas - Rajas en la India, In - Yo en el Japón) que, con sus interacciones, crean todos los fenómenos del mundo finito o manifestado. Es un principio monista, que Ohsawa llama del "monismo polarizable": las dos fuerzas serían la manifestación del Uno que buscan continuamente el equilibrio con el fin de recrear una unidad.
Ohsawa pensaba que se trata de una realidad verificable y que, por su simplicidad, puede aplicarse fácilmente para resolver cualquier problema concreto de la vida, en cualquier dominio. Pero consideraba que esta antigua sabiduría había sido adulterada y deformada, volviéndose exclusivamente metafísica y perdiendo su aspecto práctico.
Su intención es presentar una nueva interpretación de este principio, una interpretación actualizada y adaptada a la mentalidad moderna, materialista y científica -Ohsawa insiste en el hecho de qué él "no ha inventado nada"-. Por eso, la concepción de Yin y Yang que propone es física, lo cual explica las aparentes contradicciones con otras disciplinas tradicionales: en la medicina china tradicional, por ejemplo, ciertos órganos se consideran Yin porque se los aborda desde el punto de vista metafísico (energético, en este caso); en cambio, según la enseñanza de Ohsawa, estos mismos órganos se consideran Yang, porque se los describe desde el punto de vista físico, de la estructura. Se enseaña en cousine et Sante Macrobiótica
La característica fundamental de esta enseñanza es su aspecto práctico. Ohsawa atrajo la atención sobre la influencia primordial que ejerce la alimentación no sólo sobre la salud física, sino también sobre el comportamiento y el entendimiento. Consideraba el hecho de obtener una "buena salud" como el cimiento para desarrollar un juicio capaz de poder captar la globalidad o la realidad. Ahora bien, su noción de "buena salud" difiere de aquella comúnmente admitida: no se trata en absoluto de "sentirse bien" o de "no estar enfermo", sino de alcanzar un estado que permita vivir de manera "libre" e "independiente".
Ohsawa se explicó sobre todo oralmente, pero también por escrito. En total publicó más de trescientas obras escritas directamente en diversos idiomas. También desarrolló una serie de esquemas y tablas explicativas que constituyen un resumen concentrado de su enseñanza; en ellas explica, a partir de Yin y Yang, las "leyes" y "teoremas" que constituyen "el orden del universo", el funcionamiento del juicio humano, el desarrollo de las enfermedades, cuáles son las condiciones que hay que reunir para poder considerarse "en buena salud", como equilibrar las comidas, etc.
También clasificó los alimentos en Yin y Yang y dio pautas que permiten a cada uno encontrar una dieta equilibrada adaptada a su caso; para eso realizó innumerables experiencias sobre sí mismo con el fin de estudiar los efectos de los diferentes alimentos, desarrollando así una especie de farmacopea alimenticia muy extensa y precisa.
Ohsawa enseñó básicamente la independencia, así que en su enseñanza no encontramos ninguna prohibición; aconseja tan sólo la aplicación de las leyes universales a la vida de cada día y a la comida en particular, lo cual permite adaptarse a las circunstancias, siempre cambiantes. Insiste continuamente en qué las cosas no se tienen que creer ciegamente sino que hace falta verificarlas y comprenderlas por uno mismo: "Confiad sólo en vosotros mismos, en vuestro juicio supremo, seguid vuestro propio camino. No os fieis de ningún Maestro. Escuchad, practicad, constatad y comprended por vosotros mismos. ¡Sed libres!"

## El lenguaje de George Ohsawa
Ohsawa se explicaba de manera "zen", es decir, de manera paradójica.
Por un lado hizo un gran esfuerzo en hacerse entender por el público occidental, utilizando su lenguaje y sus referencias. Sin embargo, por otro lado se explicaba de una manera muy poco académica: hacía un gran número de preguntas que los estudiantes tenían que resolver solos; tenía a menudo un comportamiento severo (aunque su manera de explicarse fuera muy humorística) y, en general, dejaba que cada uno "madurara" a su ritmo, aunque eso creara numerosos errores de comprensión.
Con esta manera de hacer pretendía sacudir a la gente, poniéndola cara a cara con ella misma para "despertarla" y ayudarla a desarrollar su juicio.
Por eso, la enseñanza de Ohsawa es a veces difícil de abordar para un neófito, ya que reclama una mínima visión de conjunto.

## Obras escritas
- El Orden del Universo
- Filosofía de la Medicina de Extremo Oriente
- Macrobiótica Zen (o El Zen Macrobiótico)
- La Era Atómica y la Filosofía de Extremo Oriente
- El Libro del Judo
- Extractos de la "Guía Práctica de la Medicina Dietética Macrobiótica de Extremo Oriente
- Jack y Mitie en la Jungla llamada Civilización

## Legado tras su muerte
Tras su muerte dejó gran influencia en Europa y América. Numerosas escuelas de cocina macrobiótica y restaurantes siguen sus enseñanzas, como es el caso de René Lévy, discípulo de Ohsawa, en Francia, con la escuela macrobiotica Cuisine et santé. Georges Ohsawa: macrobiótica en la Cuisine et Santé.